# Peritassa dulcis
Peritassa dulcis är en benvedsväxtart som först beskrevs av George Bentham, och fick sitt nu gällande namn av John Miers. Peritassa dulcis ingår i släktet Peritassa och familjen Celastraceae. Inga underarter finns listade.